# Gonodonta unica
Gonodonta unica är en fjärilsart som beskrevs av Berthold Neumoegen 1891. Gonodonta unica ingår i släktet Gonodonta och familjen nattflyn. Inga underarter finns listade i Catalogue of Life.